# Муминов, Магомедтагир Юнусович
Муминов Магомедтагир Юнусович (17 июля 1977, Годобери, Ботлихский район, Дагестанская АССР, РСФСР, СССР — 14 августа 1999, там же) — младший сержант полиции, защищавший родное село во время вторжения боевиков в Дагестан. Кавалер ордена Мужества (1999, посмертно).

## Биография
Магомедтагир Муминов родился в селе Годобери Ботлихского района Дагестанской АССР. Проходил службу в органах внутренних дел в звании младшего сержанта милиции.
14 августа 1999 года, в ходе вторжения боевиков в Дагестан, группа милиционеров и местных ополченцев провела разведывательную операцию на окраине села Годобери. Там бойцы попали в засаду, устроенную боевиками. В ходе перестрелки был убит старший брат Магомедтагира — ополченец Лабазан Муминов, также участвовавший в обороне.
Магомедтагир, пытаясь помочь брату, был сражён вражеской пулей и погиб на месте, был также ранен старший брат Магомедтагира и Лабазана — Абдурахман Муминов.
6 сентября 1999 года Указом Президента Российской Федерации Магомедтагир Муминов был посмертно награждён орденом Мужества.

## Память
Его имя увековечено на мемориале-обелиске, сооруженном на территории Ботлихского РОВД Республики Дагестан.
В селе Годобери есть улица, носящая имя братьев Муминовых.
Имя братьев Муминовых присвоено и школе в селе Годобери, где они учились.

## Примечание
1. ↑  Муминов Магомедтагир Юнусович. Погибшие.рф.
2. ↑  Список военнослужащих, погибших в Дагестане и Чечне начиная с августа 1999 года // Независимое военное обозрение, 18 февраля 2000
3. ↑  Указ президента Российской Федерации о награждении орденом Мужества жителей Ботлихского района Республики Дагестан
4. ↑  Магомедтагир Муминов. ОФИЦЕРЫ РОССИИ. Дата обращения: 2 июля 2025.
5. ↑  Почтовый индекс улица Братьев Муминовых, с. Годобери, Ботлихский р-н. Почтовые индексы. Дата обращения: 2 июля 2025. Архивировано 2 июля 2025 года.
6. ↑  МУНИЦИПАЛЬНОЕ КАЗЕННОЕ ОБЩЕОБРАЗОВАТЕЛЬНОЕ УЧРЕЖДЕНИЕ "ГОДОБЕРИНСКАЯ СРЕДНЯЯ ОБЩЕОБРАЗОВАТЕЛЬНАЯ ШКОЛА ИМЕНИ БРАТЬЕВ МАГОМЕДТАГИРА ЮНУСОВИЧА И ЛАБАЗАНА ЮНУСОВИЧА МУМИНОВЫХ" МУНИЦИПАЛЬНОГО РАЙОНА "БОТЛИХСКИЙ РАЙОН". Официальный сайт для размещения информации о государственных (муниципальных) учреждениях.